# Melyrinae
Melyrinae es una subfamilia de coleópteros polífagos de la familia Melyridae.
Se encuentran en el oeste del Paleárctico, India, África, Neotrópicos y sudoeste del Neárctico.

## Tribus y géneros
- Arthrobrachini Majer, 1987 
  - Arthrobrachus Solier, 1849
- Astylini Pic, 1929 
  - Astylus Laporte de Castelnau, 1836
- Cerallini Pic, 1929
- Melyrini Leach, 1815 
  - Falsomelyris Pic, 1913
  - Melyris Fabricius, 1775
- Anthodromius Redtenbacher, 1850
- Astylomorphus Pic, 1919
- Cerallus Jacquelin du Val, 1859
- Chalchas Blanchard, 1845
- Flabellomelyris Pic, 1942
- Melyresthes Reitter, 1891
- Melyrodasytes Pic, 1950
- Melyrodes Gorham, 1882
- Melyrosoma Wollaston, 1854
- Microzygia Pic, 1932
- Procerallus Champion, 1922